# Bismo
Bismo este o localitate situată în partea de sud a Norvegiei, în comuna Skjåk din provincia Innlandet. Este reședința comunei, are o suprafață de 1,14 km² și o populație de 634 locuitori (2021). Până la data de 1.1.2020 a aparținut provinciei Oppland.